# Huta-Ciuhorska, Camenița
Huta-Ciuhorska (în ucraineană Гута-Чугорська) este un sat în comuna Ceabanivka din raionul Camenița, regiunea Hmelnîțkîi, Ucraina.

## Demografie
Componența lingvistică a localității Huta-Ciuhorska
     Ucraineană (99,71%)
     Alte limbi (0,29%)
Conform recensământului din 2001, majoritatea populației localității Huta-Ciuhorska era vorbitoare de ucraineană (99,71%), existând în minoritate și vorbitori de alte limbi.